# Wendell Asadang
Wendell Asadang is een Surinaams politicus. Hij was lid van de Broederschap en Eenheid in de Politiek (BEP) en stapte daarna over naar de Nationale Democratische Partij (NDP). Voor die laatste partij was hij van 2015 tot 2020 lid van De Nationale Assemblée (DNA).

## Biografie
Asadang is afkomstig uit Tapoeripa, een transmigratiedorp in het binnenland dat werd gesticht toen het Brokopondostuwmeer werd aangelegd. Hij is het vierde van negen kinderen. Daarnaast had zijn vader nog vier andere kinderen, waardoor hij in een gezin van dertien kinderen opgroeide. Na zijn lagere school ging hij voor scholing naar Paramaribo, waar hij werd opgevangen door zijn oudste zus. Na hier een periode te hebben gewoond, ging hij naar zijn oom aan de Ramgoelamweg/Tapaistraat, en een schooljaar later woonde hij op het Christophorus Internaat. Hij leerde daar meer discipline, maar kon daar niet blijven waardoor hij na een schooljaar weer terugkeerde naar de Tapaistraat. In die periode kreeg hij les op het Instituut voor Middelbaar Economisch en Administratief Onderwijs (IMEAO).
Uiteindelijk studeerde hij in de hoofdstad af met een bachelorgraad in economie. Het is altijd een droom geweest voor Asadang om de politiek in te gaan. Op school had hij les van Bill Pryor, een medeoprichter van de BEP, en hij kon genieten van Frank Playfair, in het bijzonder van diens wisselwerking met Jagernath Lachmon in De Nationale Assemblée. Aanvankelijk werd hij lid van de BEP. Toen er tijdens de kandidaatstelling niet voor hem maar voor Ronny Asabina werd gekozen, richtte hij zich in de erop volgende tijd op zijn studie en zijn werk. Op een gegeven moment werd hij benaderd door de NDP en stapte hij over.
Tijdens de verkiezingen van 2015 stond hij op nummer 2 van de lijst van de NDP in Brokopondo. Sergio Akiemboto en Frederik Finisie werden direct gekozen. Akiemboto liet zijn parlementszetel echter aan zich voorbijgaan, om directeur te kunnen blijven van Grassalco. Hierdoor schoof Asadang door en maakte op 25 september 2015 zijn entree in DNA. Hier was hij voorzitter van de commissie "Kwestie Suralco".